# Козият рог
 Тази статия е за филма от 1972 година.  За филма от 1994 година вижте Козият рог (филм, 1994).  
„Козият рог“ е български игрален филм, смятан от мнозина за едно от върховите постижения на българското кино. Режисьор на филма е Методи Андонов, а автор на сценария – Николай Хайтов. Оператор е Димо Коларов. Художник е Константин Джидров. В главните роли участват Катя Паскалева (Мария) и Антон Горчев (Караиван). Автор на музиката към филма е Мария Нейкова, като по-късно по текст на Богомил Гудев се ражда популярната песен „Двама“, изпълнявана от Мария Нейкова. Филмът е първият и единствен в българското кино, на който е правен римейк.

## Сюжет
XVII век. Докато Караиван (Антон Горчев) е с козите, турци изнасилват и убиват жена му Мария. Покрусеният мъж прибира малката си дъщеря Мария в планината и я възпитава като мъж, за да отмъсти на насилниците. И тя един след друг ги убива. Когато Мария (Катя Паскалева) среща млад овчар, у нея се пробужда жената и тя забравя за отмъщението. Караиван убива овчаря, за да върне дъщеря си към мисията ѝ, но Мария прави друг избор.

## Награди
- Първа награда и награда на публиката и награда на ЦК на ДКМС на Катя Паскалева на Фестивала на българския игрален филм -- Варна 1972
- Специална награда на журито -- Карлови Вари 1972
- Втора награда „Сребърен Хюго“ -- Чикаго 1973
- Трета награда -- Коломбо (Шри Ланка) 1973
- Награда за женска роля на Катя Паскалева -- Панама 1972
- Награда „Фемина“ за най-добра актриса на Катя Паскалева -- Брюксел 1973
- Голямата сребърна купа -- Сантарен (Португалия) 1973

## Състав

### Актьорски състав
| Роля                        | Изпълнител                                        |
| --------------------------- | ------------------------------------------------- |
| Караиван                    | Антон Горчев                                      |
| Мария                       | Катя Паскалева                                    |
| малката Мария               | Невена Андонова                                   |
| овчарят                     | Милен Пенев                                       |
| Дели                        | Тодор Колев (като Тодор Адамов)                   |
| турчин                      | Климент Денчев                                    |
| Мустафа                     | Стефан Мавродиев                                  |
| насилник                    | Марин Янев                                        |
| Вейнел, любимата на Мустафа | Красимира Петрова                                 |
| ограбения селянин с коня    | Иван Обретенов                                    |
| турчинът разбойник          | Иван Янчев                                        |
|                             | Андрей Михайлов                                   |
| насилник                    | Продан Нончев                                     |
|                             | Илия Георгиев                                     |
|                             | Цанко Петров                                      |
|                             | Петър Божилов (не е посочен в надписите на филма) |
|                             | Божидар Лечев (не е посочен в надписите на филма) |

### Творчески и технически екип
| Режисьор                                               | Методи Андонов                                |
| Сценарий                                               | Николай Хайтов                                |
| Оператор                                               | Димо Коларов                                  |
| Музика Автор и изпълнител на песента „Вървят ли двама“ | Мария Нейкова                                 |
| Редактор                                               | Свобода Бъчварова                             |
| Художник                                               | Константин Джидров                            |
| Костюми                                                | Владислав Шмидт                               |
| Звукооператор                                          | Митхен Андреев                                |
| Монтаж                                                 | Евгения Радева                                |
| Грим                                                   | Таньо Куков                                   |
| Фотограф                                               | Ирина Пеева                                   |
| Пиротехника                                            | Иван Ангелов                                  |
| Асистент-режисьори                                     | Стойчо Шишков Соня Василева Владимир Арнаудов |
| Асистент-оператори                                     | Константин Чернев Димитър Желязков            |
| Организатори                                           | Веселин Автов Васил Карамишев                 |
| Реквизит                                               | Гаро Гарабедян                                |
| Гардероб                                               | Йорданка Желева                               |
| Директор                                               | Никола Велев                                  |
| Производство                                           | Студия за игрални филми© 1971                 |